# Casa de Porras

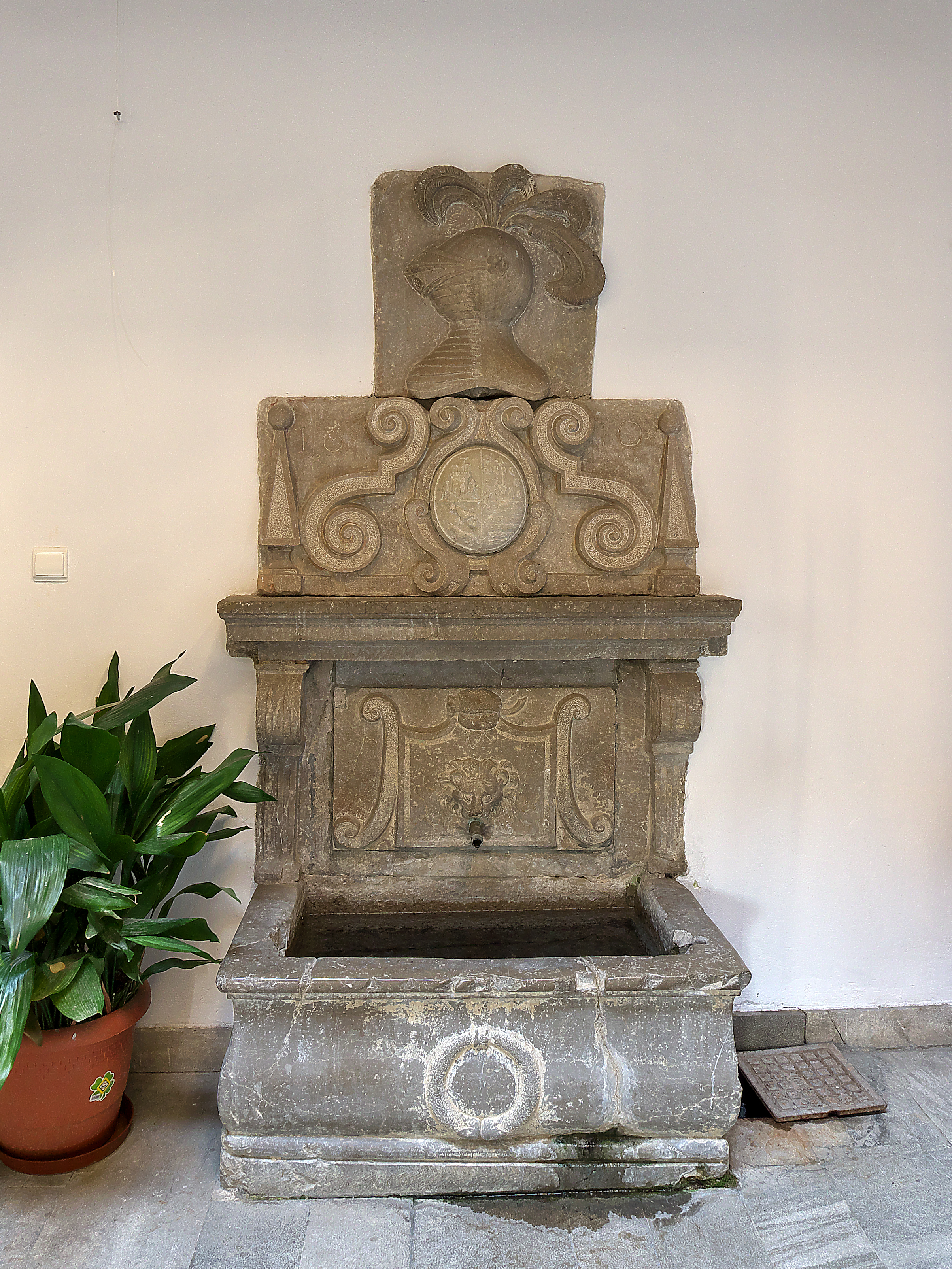
Pilar (1610) con escudo heráldico. Fuente protobarroca elaborada en mármol de Sierra Elvira.

La casa de Porras es una casa palacial con portada plateresca de piedra del siglo XVI, ubicada en la ladera meridional del barrio del Albaicín de la ciudad española de Granada, comunidad autónoma de Andalucía, concretamente en la Placeta de Porras n.º 2, emplazada en la confluencia de la Cuesta de San Gregorio, la del Granadillo y la Placeta de Santa Inés Alta, lindando su fachada lateral izquierda con la calle Beso. 

## Historia
Se atribuye su nombre al apellido castellano de los primeros propietarios, Alonso de Porras, jurado que fue de la parroquia de San Gil en 1497 y, más tarde, Pedro de Porras y Morales, corregidor de Granada en 1683; pero esta relación no es fundada. Sí consta que perteneció a María de Porras por herencia de su hermano Miguel, con cuya esposa reformaron la casa en el siglo XVII, añadiendo el pilar que posee y el tercer cuerpo de alzada. En 1944, la casa-palacio pasa a ser propiedad del Estado Español, y con la última reforma, se dota al edificio de un ascensor que asciende a la galería superior desde la que se aprecia una vista espectacular de la Alhambra.
En 2008 fue abierta como Casa del Estudiante después de una profunda remodelación arquitectónica. En la actualidad está gestionada y tutelada por el Vicerrectorado de Extensión Universitaria y Patrimonio de la Universidad de Granada, denominándose Centro Cultural Casa de Porras, manteniendo una intensa actividad cultural a través de múltiples talleres, exposiciones, tertulias, conferencias, conciertos que tratan de dinamizar la vida cultural de Granada desde el barrio del Albaicín para universitarios y no universitarios. La prioridad de este centro cultural es el de promocionar la cultura, el conocimiento y la actividad universitaria trasladándola y transfiriéndola a toda la ciudad.

## Características

### Estilo
La construcción es de las mayores proporciones de la zona, tiene trazas nazaríes, aunque su portada es renacentista, sencilla y de incorrecto diseño, fue una de las primeras edificaciones realizadas tras la conquista cristiana de la ciudad de Granada en 1492, por los Reyes Católicos. 

### Edificio
La entrada al interior del edificio se realiza bajo un arco deprimido rectilíneo, de cantería clara, enmarcado en su parte superior por pilastras toscanas que sostienen un estrecho friso rematado por flameros, la portada de cantería incluye un pétreo escudo heráldico bajo una ventana enmarcada por dos semicolumnas dóricas. El techo del zaguán es un alfarje, maderas labradas y entrelazadas artísticamente, realizado por vigas maestras horizontales en una sola dirección y otras menores transversales.
La edificación se centra en un gran patio interior típico granadino, cuadrado, porticado con columnas toscanas de mármol gris de Sierra Elvira, de tres cuerpos de altura en dos de sus lados, con escalera en un ángulo del patio siguiendo los cánones medievales, y con aljibe central. Bajo la  galería, adosado a la pared oeste existe un pilar fechado en 1610, de mármol de Sierra Elvira con escudo de armas, tanto la heráldica del pilar como de la fachada no corresponde con el apellido Porras. En el inmueble abundan los elementos de madera, hay que destacar la carpintería de sus puertas, los  techos de alfarje y los capiteles jónicos.
Dispone de sótano y dos alturas, la galería de doble piso en los frentes norte y este —sigue la tradición morisca en su balaustrada—, pies derechos en forma de columnillas y zapatas de acanto, los corredores de madera disponen de puertas que dan acceso a las salas o aulas, sustentándose las plantas superiores sobre las zapatas de madera que soportan las cuatro columnas de mármol gris esquinadas del patio. Fue casa de vecinos durante bastante tiempo, y el huerto medieval de la parte trasera fue reconvertido en un jardín ordenado en paratas con sus fuentes y albercas.